# Кубок Ісландії з футболу 2018
Кубок Ісландії з футболу 2018 — 59-й розіграш кубкового футбольного турніру в Ісландії. Титул вперше
здобув Стьярнан.

## Календар
| Раунд        | Дата                      | Матчі | Клуби   |
| ------------ | ------------------------- | ----- | ------- |
| Перший раунд | 12-15 квітня 2018         | 27    | 79 → 52 |
| Другий раунд | 19-23 квітня 2018         | 20    | 52 → 32 |
| 1/16 фіналу  | 30 квітня - 1 травня 2018 | 16    | 32 → 16 |
| 1/8 фіналу   | 30-31 травня 2018         | 8     | 16 → 8  |
| 1/4 фіналу   | 25 червня - 19 липня 2018 | 4     | 8 → 4   |
| 1/2 фіналу   | 15-16 серпня 2018         | 2     | 4 → 2   |
| Фінал        | 15 вересня 2018           | 1     | 2 → 1   |

## Регламент
У перших двох раундах брали участь команди з нижчих дивізіонів та аматори. Клуби Урвалсдейлду стартували з 1/16 фіналу.

## 1/8 фіналу
| Команда 1      | Рахунок      | Команда 2                |
| -------------- | ------------ | ------------------------ |
| 30 травня 2018 |              |                          |
| Валюр          | 3:2 дч       | Вестманнаейя             |
| Фйолнір        | 1:1 пен. 3:4 | Тор                      |
| Фрам (2)       | 0:1          | Вікінгур (Оулафсвік) (2) |
| Брєйдаблік     | 1:0          | КР                       |
| Стьярнан       | 5:0          | Троттур (2)              |
| Гріндавік      | 1:2          | Акранес (2)              |
| 31 травня 2018 |              |                          |
| Гапнарфйордур  | 1:0          | Акурейрі                 |
| Карі (3)       | 3:4 дч       | Вікінгур (Рейк'явік)     |

## 1/4 фіналу
| Команда 1            | Рахунок | Команда 2                |
| -------------------- | ------- | ------------------------ |
| 25 червня 2018       |         |                          |
| Тор                  | 1:2 дч  | Стьярнан                 |
| Валюр                | 1:2     | Брєйдаблік               |
| Акранес (2)          | 0:1     | Гапнарфйордур            |
| 19 липня 2018        |         |                          |
| Вікінгур (Рейк'явік) | 0:1     | Вікінгур (Оулафсвік) (2) |

## 1/2 фіналу
| Команда 1      | Рахунок      | Команда 2                |
| -------------- | ------------ | ------------------------ |
| 15 серпня 2018 |              |                          |
| Стьярнан       | 2:0          | Гапнарфйордур            |
| 16 серпня 2018 |              |                          |
| Брєйдаблік     | 2:2 пен. 4:2 | Вікінгур (Оулафсвік) (2) |

## Фінал
| 15 вересня 2018 22:15 (EEST) |

| Стьярнан | 0:0 дч   | Брєйдаблік |
| -------- | -------- | ---------- |
|          | Протокол |            |

| Лаугардалсволлур, Рейк'явік Глядачів: 3 814 Арбітр: Тороддур Г'ялталін |

|                                                     |     | Пенальті                              |  |
| Галлдорссон · Сігурдссон · Гафстейнссон · Гедінссон | 4:1 | Міккелсен · Сігурйонссон · Рагнарссон |  |

| Стьярнан | Брєйдаблік |